# Hurukanahalli, Kadur
Hurukanahalli là một làng thuộc tehsil Kadur, huyện Chikmagalur, bang Karnataka, Ấn Độ.